# Best.Absolute.Perfect
Best.Absolute.Perfect – pierwszy japoński album studyjny południowokoreańskiej grupy B.A.P, wydany 30 marca 2016 roku przez wytwórnię King Records. Został wydany w trzech wersjach: limitowanej CD, edycji Type-A (CD+DVD) i edycji Type-B (CD). Osiągnął 4 pozycję w rankingu Oricon i pozostał na liście przez 3 tygodnie, sprzedał się w nakładzie 24 327 egzemplarzy.
Album pierwotnie miał ukazać się 19 listopada 2014 roku, ale jego wydanie zostało przełożone z powodu decyzji członków o pozwaniu ich koreańskiej agencji TS Entertainment.

## Lista utworów
| CD  | CD                              | CD      |
| Nr  | Tytuł utworu                    | Długość |
| --- | ------------------------------- | ------- |
| 1.  | „NEW WORLD”                     | 1:06    |
| 2.  | „KINGDOM”                       | 3:50    |
| 3.  | „BACK IN TIME”                  | 4:16    |
| 4.  | „EXCUSE ME”                     | 3:36    |
| 5.  | „HURRICANE”                     | 3:34    |
| 6.  | „COFFEE SHOP”                   | 3:38    |
| 7.  | „ONE SHOT”                      | 3:56    |
| 8.  | „HAJIMA” (jap. HAJIMA -ハジマ-) | 3:24    |
| 9.  | „CRASH”                         | 2:53    |
| 10. | „DANCING IN THE RAIN”           | 3:48    |
| 11. | „NO MERCY”                      | 3:34    |
| 12. | „POWER”                         | 3:49    |
| 13. | „WARRIOR”                       | 4:04    |

| DVD | DVD                                    | DVD     |
| Nr  | Tytuł utworu                           | Długość |
| --- | -------------------------------------- | ------- |
| 1.  | „KINGDOM” (Music Video)                |         |
| 2.  | „MAKING & INTERVIEW OF "B.A.P KINGDOM” |         |